# スルバクタム
スルバクタム(Sulbactam)は、β-ラクタマーゼ阻害剤である。β-ラクタム系抗生物質とともに投与され、細菌が生産し、抗生物質を分解してしまうβ-ラクタマーゼの働きを阻害する。

## メカニズム
スルバクタムは、β-ラクタマーゼの不可逆的酵素阻害剤であり、酵素に結合して、抗生物質を分解できなくする。

## 利用
スルバクタムは、一般的なβ-ラクタマーゼの大部分を阻害できるが、AmpCセファロスポリナーゼとは相互作用できない。そのため、しばしばこの遺伝子を発現させる緑膿菌、シトロバクター属、エンテロバクター属、セラチア属等にはほとんど効果がない。
アメリカ合衆国や日本などでは、アンピシリンと共にアンピシリン/スルバクタム（ユナシン）という形でまとめて処方される。スルバクタムは単独でもある程度の抗細菌活性は持つものの、臨床的な効果を得るためには弱すぎる。イギリスでは、その利用は病院内に限られる。セフォペラゾン/スルバクタム合剤（スルペラゾン）も多くの国で利用されている。
最近では、アシネトバクター敗血症の治療への利用に新たな関心が持たれている。

## 関連文献
- Singh GS (January 2004). “Beta-lactams in the new millennium. Part-II: cephems, oxacephems, penams and sulbactam”. Mini Rev Med Chem 4 (1):  93–109. doi:10.2174/1389557043487547. PMID 14754446.